# Фернандес, Вик
Виктор (Вик) Фернандес (исп. Victor "Vic" Fernandez Snr; 23 марта 1939 года — 17 февраля 2020 года, Сальта, Аргентина) — аргентинский футболист и тренер.

## Карьера
Начинал играть в футбол на родине. Фернандес находился в таких командах, как «Ривер Плейт» и «Сан-Лоренсо». В 24 года полузащитник переехал в Австралию и после завершения карьеры остался жить в этой стране. Некоторое время он был играющим тренером клуба «Канберра Сити». Позднее аргентинец сосредоточится только на тренерской деятельности.
В 1992 году Фернандес исполнял обязанности наставника сборной Австралии в двух товарищеских матчах против Малайзии и Индонезии. В одном из них «соккеруз» выиграли, в другом — проиграли. Последним местом работы специалиста была сборная Самоа, которую он возглавлял в 2000—2001 годах. Скончался 17 февраля 2020 года в Аргентине.